# Скравена
Скравена (болг. Скравена) — село в Болгарії. Розташоване в Софійській області, входить до складу громади Ботевград. Населення становить 1 661 чоловік.

## Політична ситуація
У місцевому кметстві Скравена, до складу якого входить Скравена, посаду кмета (старости) виконує Іван Константинов Іванов (незалежний).
Кмет (мер) громади Ботевград — Георгі Цветанов Георгієв (коаліція партій: Громадянський союз за нову Болгарію, НРСП, БСД).

## Карти
- bgmaps.com[недоступне посилання з липня 2019]
- emaps.bg[недоступне посилання з червня 2019]
- Google